# Salmo 61
Il salmo 61 (60 secondo la numerazione greca) costituisce il sessantunesimo capitolo del Libro dei salmi.
È tradizionalmente attribuito al re Davide. È utilizzato dalla Chiesa cattolica nella liturgia delle ore.